# Верхняя Есауловка
Верхняя Есауловка — деревня в Манском районе Красноярского края. Входит в состав Шалинского сельсовета.

## География
Деревня находится в центральной части края, в лесостепной зоне, на левом берегу реки Есауловки, на расстоянии приблизительно 4 километров (по прямой) к юго-востоку от Шалинского, административного центра района. Абсолютная высота — 378 метров над уровнем моря.
Климат
Климат характеризуется как резко континентальный, с продолжительной морозной зимой и коротким тёплым летом. Средняя температура воздуха самого тёплого месяца (июля) составляет 19,1 °C (абсолютный максимум — 36 °C); самого холодного (января) — −18,2 °C (абсолютный минимум — −53 °C). Продолжительность безморозного периода не превышает 83 дней. Среднегодовое количество атмосферных осадков составляет 454 мм, из которых 369 мм выпадает в период с апреля по октябрь.

## История
По данным 1926 года в деревне Верхне-Есаульской (Карымской) имелось 144 хозяйства и проживало 747 человек (378 мужчин и 369 женщин). В национальном составе населения того периода преобладали русские. В административном отношении являлась центром Верхне-Есаульского сельсовета Манского района Красноярского округа Сибирского края.

## Население
| 2010 |
| ---- |
| 520  |

Половой состав
По данным Всероссийской переписи населения 2010 года в гендерной структуре населения мужчины составляли 48,1 %, женщины — соответственно 51,9 %.
Национальный состав
Согласно результатам переписи 2002 года, в национальной структуре населения русские составляли 94 % из 626 чел.